# Antena de Oro 1994
La XXII Edició dels Premis Antena de Oro, concedits el 23 de febrer de 1994 encara que corresponents a 1993 foren els següents:

## Televisió
- Miriam Díaz Aroca, per Noches de gala.

## Ràdio
- Consuelo Berlanga, d'Antena 3 Radio.
- Pedro Meyer, Adolfo Gross i José María Arquimbau de RNE.
- Julia Otero, de Onda Cero.
- Ángel de Echenique, de Radio Intercontinental.
- José Joaquín Iriarte, de la COPE.
- Mano Ortega, de Radio España.
- El larguero